# Onitis uncinatoides
Onitis uncinatoides är en skalbaggsart som beskrevs av Emile Janssens 1951. Onitis uncinatoides ingår i släktet Onitis och familjen bladhorningar. Inga underarter finns listade i Catalogue of Life.